# Ингулец (стадион)
Ингулец (укр. Інгулець) — футбольный стадион в пгт Петрово, Кировоградской области Украины, домашняя арена ФК «Ингулец». Особенностью стадиона является то, что он имеет практически всю стадионную инфраструктуру, кроме системы освещения. В результате приходится использовать переносные осветительные штативы.
Открытие стадиона «Ингулец» состоялось летом 2014 года. Первым официальным матчем на данном стадионе стал «Ингулец» — «Арсенал-Киев», который состоялся 13 июля 2014 года в рамках предварительного этапа Кубка Украины среди любительских команд.
На территории стадиона расположен административный корпус (на первом этаже есть раздевалки для хозяев и гостей, комната для арбитров, на втором — VIP-ложа, конференц-зал, комнаты для диктора и видеооператора). На стадионе функционирует современная система полива футбольного поля. Информационное табло: размером 4 на 2 м.
Адрес: 28300, Кировоградская область, пгт. Петрово, ул. Злагоды, 11а.